# Clément Doumenc
Clément Doumenc (Francia, 1 de abril de 1994) es un jugador profesional francés de rugby que se desempeña en la posición de ala cerrado en Montpellier Hérault Rugby, equipo perteneciente a la liga Top 14.

## Carrera
Doumenc es un jugador de formación francesa (JIFF). En 2012 comenzó su carrera deportiva con el equipo US Carcassonne, en el cual jugó diez temporadas (2012-2022), después pasó a Montpellier Hérault Rugby, donde lleva jugando dos temporadas.